# Бежевский сельский совет
Бежевский сельский совет (укр. Біжівська сільська рада) — входит в состав Бурынского района Сумской области Украины.
Административный центр сельского совета находится в с. Бежевка.

## Населённые пункты совета
- с. Бежевка
- с. Болотовка
- с. Голуби